# Iulia Zibulscaia
Iulia Gheorghievna Tsibulscaia (romeno: Iulia Țibulschi, russo: Юлия Георгиевна Цибульская, polacco: Julija Cybulska; Leova, 15 giugno 1933) è una compositrice, musicologa e pedagoga moldava.

## Biografia
Si laureò alla scuola di musica di Chișinău nel 1954, e alla Facoltà di Teoria e Composizione del Conservatorio di Leningrado nel 1960.
Ricercava motivi folclorìstici nelle opere di Karol Szymanowski e Frédéric Chopin. Tra i professori, che determinarono la via creativa ulteriore di Iulia Zibulscaia, erano V. N. Salmanov (orchestrazione, composizione), A. P. Maslacovez (una allieva di M. V. Judina, pianoforte), F. A. Rubzov (folclore), A. N. Dolzhanskii (polifonìa).
Dal 1960 al 1974 fu una docente nel Conservatorio di Chişinǎu (Istituto di Arti "G. Muzicescu"). Dal 1974 al 1977 fu una collaboratrice scientifica nel Dipartimento di etnografia e studio di arti presso l'Accademia di Scienze della RSS Moldava. Dal 1977 al 1988 fu la redattrice musicale nella casa editrice "Literatura artistică".
Oggigiorno vive a Norimberga, Germania.

## Decorazioni e titoli
- Membro dell'Unione dei compositori dell'URSS (1977).
- Premio "N. K. Krupskaja" da parte del Ministero dell'Istruzione della RSS Moldava per una contribuzione importante all'educazione musicale della gioventù.
- Artista onorata di Moldavia (1992).
- Premio da parte dell'UNESCO per la migliore composizione per coro misto ("Canzone da culla") (1995).

## Letteratura
1. Soare, soare, frăţioare!: Cântece pentru cei mici / Grigore Vieru; Alcăt. E. Macaleţ; Muz.: Iu. Ţibulschi. — Chişinău: Cartea moldovenească, 1973. — 115 p.: n.
2. La poiană: «Zvon de frunză verde...»: Cântec pentru copii: [Pentru două voci şi pian] / Muz.: Iu. Ţibulschi; Author versuri: A. Blanovschi. — Chişinău: Timpul, 1973. — 4 p.
3. Greeraşul-lăutar: «Greeraşul a cântat...»: Cântec pentru copii: [Pentru voce şi pian] / Muz.: Iu. Ţibulschi; Author versuri: Grigore Vieru. — Chişinău: Timpul, 1973. — 4 p.
4. Cîntece din bătrîni / Alcăt. Iu. Ţibulschi; Il. de I. Cîrmu. — Chişinău: Literatura artistică, 1983. — 99 p., il.
5. Cine crede: [Сuleg. de interviuri, publicistică, poezii, melodii pe versurile aut.] / Grigore Vieru; Alcăt. Iu. Ţibulschi; Prez. graf. de A. Macovei. — Chişinău: Literatura artistică, 1989. — 396 p.: n.
6. Albinuţa: [Сartea preşcolarului] / Grigore Vieru; Des. de L. Sainciuc; Selecţ. şi îngrij. text. muz. Iu. Ţibulschi. — Chişinău: Hyperion, 1991. — 176 p.: il. color., n.
7. Cîntînd cu iubire: [Culeg. de cîntece] / Iulia Ţibulschi, Grigore Vieru; Prez. graf. Iaroslav Iliinîc. — Chişinău: Hyperion, 1996. — 86, [1] p.
8. Dragă mi-i şi mult mi-i drag: [Cântece populare] / Alcăt. Iu. Ţibulschi; Il. de I. Cîrmu. — Chişinău: Litera, 1998. — 88 p.: n.
9. Цибульская Ю. Кароль Шимановский и музыкальный фольклор Подгалья // Кароль Шимановский: воспоминания, статьи, публикации: [Сборник] / Ред., сост. И. И. Никольской, Ю. В. Крейниной. — М.: Советский композитор, 1984. — С. 188–203.

## Musica
- Il bosco è bello con il fiore (Iu.Ţibulschi – Gr.Vieru), su youtube.com.
- Cristo non ha alcuna colpa (Iu. Ţibulschi – Gr. Vieru), su youtube.com.
- Canzoni di Iulia Tibulschi, eseguite dell'autore., su kutanin.com. URL consultato il 17 luglio 2013 (archiviato dall'url originale il 22 ottobre 2013).
- La presentazione dell'album in vinile di Iulia Zibulscaia si intitola «Iulia Tibulschi - Vinyl Plak».

| Controllo di autorità | VIAF (EN) 216163631427623690007 · LCCN (EN) no2025018040 · GND (DE) 1284644677 |